# Genoa Cricket and Football Club 1956-1957
Questa voce raccoglie le informazioni riguardanti il Genoa Cricket and Football Club nelle competizioni ufficiali della stagione 1956-1957.

## Stagione
Nella stagione 1956-1957 il Genoa ha disputato il campionato di Serie A, un torneo a 18 squadre, con 30 punti in classifica ha ottenuto il sedicesimo posto, un punto sopra la Triestina a 29 punti che è retrocessa in Serie B con il Palermo giunto ultimo a 22 punti. Il titolo tricolore è andato al Milan con 48 punti, seconda la Fiorentina con 42 punti, sul terzo gradino del podio la Lazio con 41 punti. Salvezza sofferta e ottenuta sul filo di lana per la truppa di Renzo Magli che ha avuto in Giorgio Dal Monte il miglior marcatore rossoblù con 9 reti, con 6 reti Attilio Frizzi e Antonio Corso.

## Divise
La maglia per le partite casalinghe presentava i colori rossoblù.

## Organigramma societario
Area direttiva
- Presidente: Comitati di Presidenza

Area tecnica
- Allenatore: Renzo Magli

## Rosa
| N. |                   | Ruolo | Calciatore           |
| -- | ----------------- | ----- | -------------------- |
|    | Italia (bandiera) | P     | Alfredo Franci       |
|    | Italia (bandiera) | P     | Renato Gandolfi      |
|    | Italia (bandiera) | D     | Fosco Becattini      |
|    | Italia (bandiera) | D     | Aldo Monardi         |
|    | Italia (bandiera) | D     | Franco Rivara        |
|    | Italia (bandiera) | C     | Rino Carlini         |
|    | Italia (bandiera) | C     | Adriano Corrente     |
|    | Italia (bandiera) | C     | Benedetto De Angelis |
|    | Italia (bandiera) | C     | Natalino De Rossi    |
|    | Italia (bandiera) | C     | Luciano Delfino      |
|    | Italia (bandiera) | C     | Leonello Leoni       |

| N. |                     | Ruolo | Calciatore           |
| -- | ------------------- | ----- | -------------------- |
|    | Italia (bandiera)   | C     | Franco Nicolini      |
|    | Italia (bandiera)   | C     | Luigi Robotti        |
|    | Italia (bandiera)   | C     | Corrado Viciani      |
|    | Uruguay (bandiera)  | A     | Julio Abbadie        |
|    | Italia (bandiera)   | A     | Riccardo Carapellese |
|    | Italia (bandiera)   | A     | Antonio Corso        |
|    | Italia (bandiera)   | A     | Giorgio Dal Monte    |
|    | Italia (bandiera)   | A     | Attilio Frizzi       |
|    | Italia (bandiera)   | A     | Guido Macor          |
|    | Italia (bandiera)   | A     | Vieri Magli          |
|    | Paraguay (bandiera) | A     | José Parodi          |

## Risultati

### Serie A

#### Girone di andata
| Arbitro: | Bonetto (Torino) |

|                 |           |             |
| Carapellese 17’ | Marcatori | 24’ Nordahl |

| Arbitro: | Moriconi (Roma) |

|  |           |               |
|  | Marcatori | 86’ Dal Monte |

| Arbitro: | Bernardi (Bologna) |

|           |           |             |
| Macor 18’ | Marcatori | 14’ Colombo |

| Arbitro: | Coppa (Como) |

|            |           |              |
| Frizzi 30’ | Marcatori | 61’ Lindskog |

| Arbitro: | Marchese (Napoli) |

|                |           |  |
| Vicariotto 24’ | Marcatori |  |

| Arbitro: | Maurelli (Roma) |

|               |           |             |
| Dal Monte 28’ | Marcatori | 57’ Boscolo |

| Arbitro: | Orlandini (Roma) |

|                                              |           |                           |
| Firmani 40’ Ocwirk 47’ De Angelis 60’ (aut.) | Marcatori | 18’ Carapellese 35’ Macor |

| Arbitro: | Righi (Milano) |

|  |           |             |
|  | Marcatori | 44’ Mazzero |

| Arbitro: | Griggi (Brescia) |

|                    |           |  |
| Cervato 89’ (rig.) | Marcatori |  |

| Arbitro: | Piemonte (Monfalcone) |

|                        |           |                              |
| Tacchi 40’ Ricagni 62’ | Marcatori | 3’ Dal Monte 43’ Carapellese |

| Genova 16 dicembre 1956 11ª giornata | Genoa            | 0 – 0 | Inter | Stadio Luigi Ferraris\| Arbitro: \| Orlandini (Roma) \| |
| Arbitro:                             | Orlandini (Roma) |       |       |                                                         |

| Arbitro: | Piemonte (Monfalcone) |

|                                       |           |                   |
| Pivatelli 27’ (rig.) 82’ Pascutti 86’ | Marcatori | 53’ (rig.) Frizzi |

| Arbitro: | Menchini (Udine) |

|                     |           |  |
| Schiaffino 29’, 60’ | Marcatori |  |

| Arbitro: | Campanati (Milano) |

|                      |           |             |
| Frizzi 28’ Corso 83’ | Marcatori | 22’ Sandell |

| Arbitro: | Jonni (Macerata) |

|           |           |               |
| Corso 11’ | Marcatori | 78’ Selmosson |

| Arbitro: | Coppa (Como) |

|  |           |           |
|  | Marcatori | 41’ Corso |

| Arbitro: | Mayer |

|            |           |                             |
| Vinicio 5’ | Marcatori | 10’ Abbadie 51’ Carapellese |

#### Girone di ritorno
| Arbitro: | Campanati (Milano) |

|              |           |            |
| Da Costa 38’ | Marcatori | 43’ Frizzi |

| Arbitro: | Maurelli (Roma) |

|                         |           |             |
| Dal Monte 17’ Corso 86’ | Marcatori | 13’ Borsani |

| Arbitro: | Orlandini (Roma) |

|                             |           |  |
| Conti II 33’ Stivanello 88’ | Marcatori |  |

| Arbitro: | Righi (Milano) |

|                                                 |           |           |
| Secchi 22’, 77’ Frignani 47’, 75’ Fontanesi 73’ | Marcatori | 49’ Magli |

| Arbitro: | Orlandini (Roma) |

|                  |           |                   |
| Abbadie 12’, 67’ | Marcatori | 58’, 81’ Vernazza |

| Arbitro: | Coppa (Como) |

|                          |           |  |
| Bonistalli 6’ Nicolè 60’ | Marcatori |  |

| Arbitro: | Mayer |

|                   |           |            |
| Farina 35’ (aut.) | Marcatori | 75’ Ronzon |

| Arbitro: | Maurelli (Roma) |

|                                     |           |           |
| De Angelis 66’ (aut.) Brighenti 68’ | Marcatori | 22’ Leoni |

| Arbitro: | Marchetti (Milano) |

|              |           |                          |
| Dal Monte 9’ | Marcatori | 22’ Bizzarri Virgili 58’ |

| Arbitro: | Guigue |

|                |           |  |
| Bodi 1’ (aut.) | Marcatori |  |

| Arbitro: | Moriconi (Roma) |

|                        |           |  |
| Dorigo 43’ Savioni 46’ | Marcatori |  |

| Arbitro: | Piemonte (Monfalcone) |

|                                                 |           |                          |
| Leoni 15’ Abbadie 23’ Corso 28’ Frizzi 36’, 76’ | Marcatori | 25’ Pozzan 60’ Pivatelli |

| Arbitro: | Steiner |

|  |           |          |
|  | Marcatori | 13’ Bean |

| Arbitro: | Bonetto (Torino) |

|                    |           |                    |
| Sandell 27’ (rig.) | Marcatori | 40’, 74’ Dal Monte |

| Arbitro: | Jonni (Macerata) |

|                |           |                    |
| Tozzi 10’, 36’ | Marcatori | 15’, 54’ Dal Monte |

| Genova 9 giugno 1957 33ª giornata | Genoa               | 0 – 0 | Lanerossi Vicenza | Stadio Luigi Ferraris\| Arbitro: \| Lo Bello (Siracusa) \| |
| Arbitro:                          | Lo Bello (Siracusa) |       |                   |                                                            |

| Arbitro: | Bonetto (Torino) |

|           |           |  |
| Corso 19’ | Marcatori |  |

## Statistiche

### Statistiche di squadra
| Competizione | Punti | In casa | In casa | In casa | In casa | In casa | In casa | In trasferta | In trasferta | In trasferta | In trasferta | In trasferta | In trasferta | Totale | Totale | Totale | Totale | Totale | Totale | DR  |
| Competizione | Punti | G       | V       | N       | P       | Gf      | Gs      | G            | V            | N            | P            | Gf           | Gs           | G      | V      | N      | P      | Gf     | Gs     | DR  |
| ------------ | ----- | ------- | ------- | ------- | ------- | ------- | ------- | ------------ | ------------ | ------------ | ------------ | ------------ | ------------ | ------ | ------ | ------ | ------ | ------ | ------ | --- |
| Serie A      | 30    | 17      | 5       | 9       | 3       | 20      | 16      | 17           | 4            | 3            | 10           | 16           | 30           | 34     | 9      | 12     | 13     | 36     | 46     | -10 |

### Statistiche dei giocatori
| Giocatore      | Serie A  | Serie A |
| Giocatore      | Presenze | Reti    |
| -------------- | -------- | ------- |
| J. Abbadie     | 29       | 4       |
| F. Becattini   | 32       | 0       |
| R. Carapellese | 22       | 4       |
| R. Carlini     | 32       | 0       |
| A. Corrente    | 1        | 0       |
| A. Corso       | 12       | 6       |
| G. Dal Monte   | 32       | 9       |
| B. De Angelis  | 20       | 0       |
| L. Delfino     | 23       | 0       |
| N. De Rossi    | 5        | 0       |
| A. Franci      | 16       | -22     |
| A. Frizzi      | 31       | 6       |
| R. Gandolfi    | 18       | -24     |
| L. Leoni       | 13       | 2       |
| G. Macor       | 18       | 2       |
| V. Magli       | 4        | 1       |
| A. Monardi     | 17       | 0       |
| F. Nicolini    | 1        | 0       |
| J. Parodi      | 8        | 0       |
| L. Robotti     | 13       | 0       |
| C. Viciani     | 27       | 0       |